# Ruta Estatal de Nevada 147
La Ruta Estatal de Nevada 147, y abreviada SR 147 (en inglés: Nevada State Route 147) es una carretera estatal estadounidense ubicada en el estado de Nevada. La carretera inicia en el Oeste desde la I 15     en North Las Vegas hacia el Este en la Franja norte de la Reserva Nacional del Lago Mead. La carretera tiene una longitud de 24,1 km (14.986 mi).

## Mantenimiento
Al igual que las autopistas interestatales, y las rutas federales y el resto de carreteras estatales, la Ruta Estatal de Nevada 147 es administrada y mantenida por el Departamento de Transporte de Nevada por sus siglas en inglés Nevada DOT.